# Síkrajz

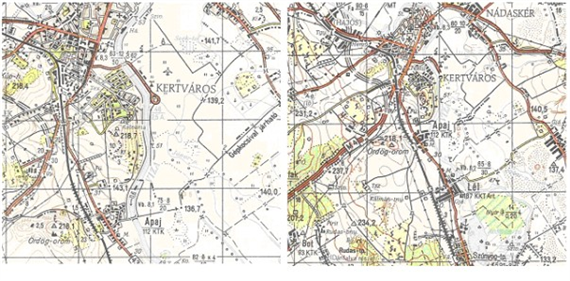
Síkrajz topográfiai térképeken

A kétdimenziós térképlap felszínén egyértelműen ábrázolható tárgyakat összefoglalva síkrajznak nevezzük. Egyszerűbben azt is mondhatjuk: a síkrajz - a domborzatábrázolást kivéve - a térképen bemutatott összes egyéb tárgy összefoglaló elnevezése.

## Részei
- a vízrajz,
- az államigazgatási határ,
- a települések,
- az utak,
- a vasutak,
- a különböző vezetékek,
- a növényzet
- és a talajformák ábrázolása.[1]

## Előállítása
A topográfiai térképek síkrajzát többféle felmérési módszerrel is elő lehet állítani.  A síkrajzi tartalom leggazdaságosabban és a legegyértelműbben a légifényképek terepi minősítésével állítható elő. Ez azt jelenti, hogy a térképezendő területről készített, legalább a térképezés méretarányára felnagyított légifényképekkel bejárjuk a területet, a légifényképeken beazonosítjuk a tereptárgyakat és kirajzoljuk a megfelelő jelkulcsi jeleiket.
Abban az esetben, ha az eredeti (a perspektív torzulásokkal terhelt) légifényképek helyett az átalakított, transzformált ortofotókat használjuk a terepi minősítés során, akkor a terepen beazonosított és kirajzolt síkrajzi elemek rögtön a térképi helyükre kerülnek. További vízszintes értelmű bemérésre már nincs szükség.
A fotogrammetriai technológia lehetővé teszi, hogy egy ország teljes területéről (a síkvidékekről és a hegyvidékekről egyaránt) ortofotók készüljenek, és a topográfiai térképek síkrajza az ortofotók minősítésével készüljön el.